# تپه سیف‌آباد
تپه سیف آباد مربوط به دوران‌های تاریخی پس از اسلام است و در شهرستان تاکستان، روستای سیف آ باد واقع شده و این اثر در تاریخ ۲۸ فروردین ۱۳۸۰ با شمارهٔ ثبت ۳۷۲۶ به‌عنوان یکی از آثار ملی ایران به ثبت رسیده است.
با عبور لوله گاز از میان این اثر هفتاد درصد از آن تخریب شده است. ثبت اثر پس از تخریب صورت گرفته است.